# Leesi
Leesi – wieś w Estonii, w prowincji Harju, w gminie Kuusalu.